# Vennbahn
De Vennbahn (letterlijk: spoorweg van de Venen) is een voormalige spoorweg, sinds 2006 grotendeels omgebouwd naar fietspad, tussen Luxemburg (Troisvierges) en Duitsland (Aken / Stolberg). Tussenin loopt de Vennbahn door de Oostkantons, die door het Verdrag van Versailles aan België werden toegewezen, deels over een smalle Belgische corridor doorheen Duitsland. De Vennbahn verbond de industriële centra van Aken (Rothe Erde) en Luxemburg op de kortst mogelijke manier. In België was het traject Sankt Vith - Troisvierges spoorlijn 47, het deel Raeren - Sankt Vith spoorlijn 48 en was het tracé Raeren Grens - Raeren een onderdeel van spoorlijn 49.

## Geschiedenis
De spoorweg werd door de Pruisische staat gebouwd om snel en gemakkelijk steenkool en ijzererts te vervoeren. Ook zou ze de economie van verschillende plattelandsgebieden laten opleven en de inwoners ervan werk verschaffen in de industriële centra, die door de komst van de lijn makkelijker toegankelijk zouden worden. De inwijding vond plaats op 4 november 1889, in de daaropvolgende jaren werd de baan bijna volledig naar twee sporen uitgebreid. Om dit mogelijk te maken moesten verschillende hoogteverschillen (tot 1,7%) worden weggewerkt en het spoor op sommige plaatsen worden versmald, omdat de beschikbare ruimte naar enkelspoornormen was berekend.

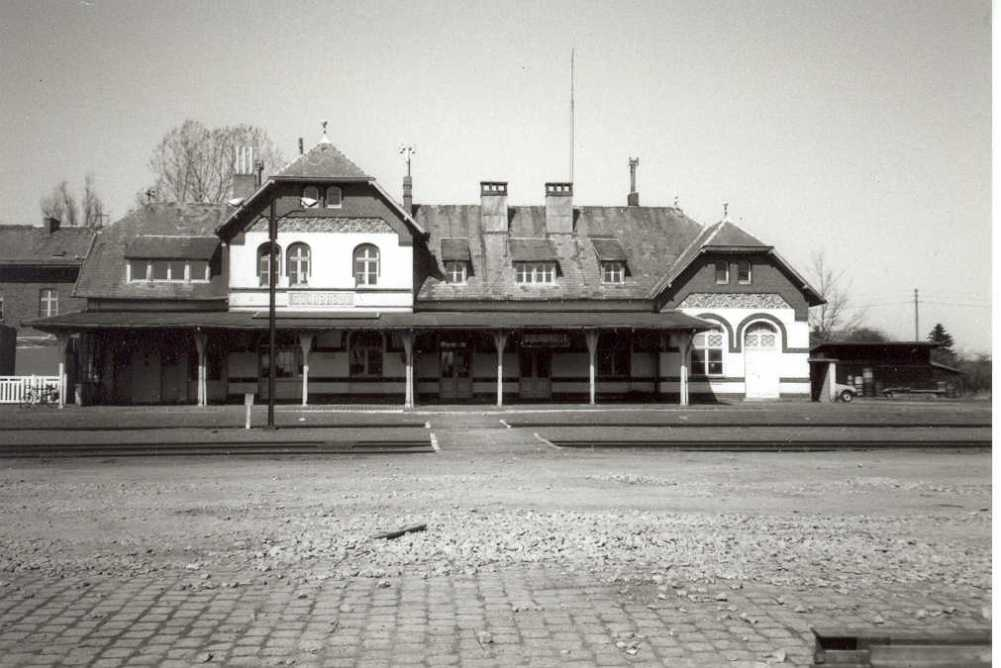
Het Belgische station Sourbrodt

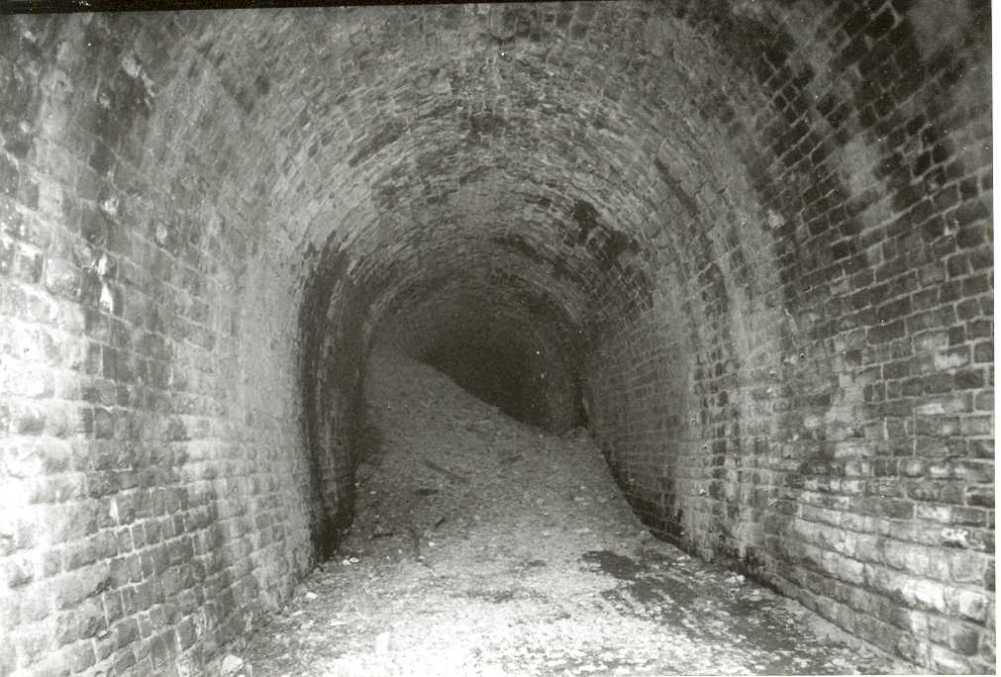
Vernielde tunnel nabij Sankt Vith

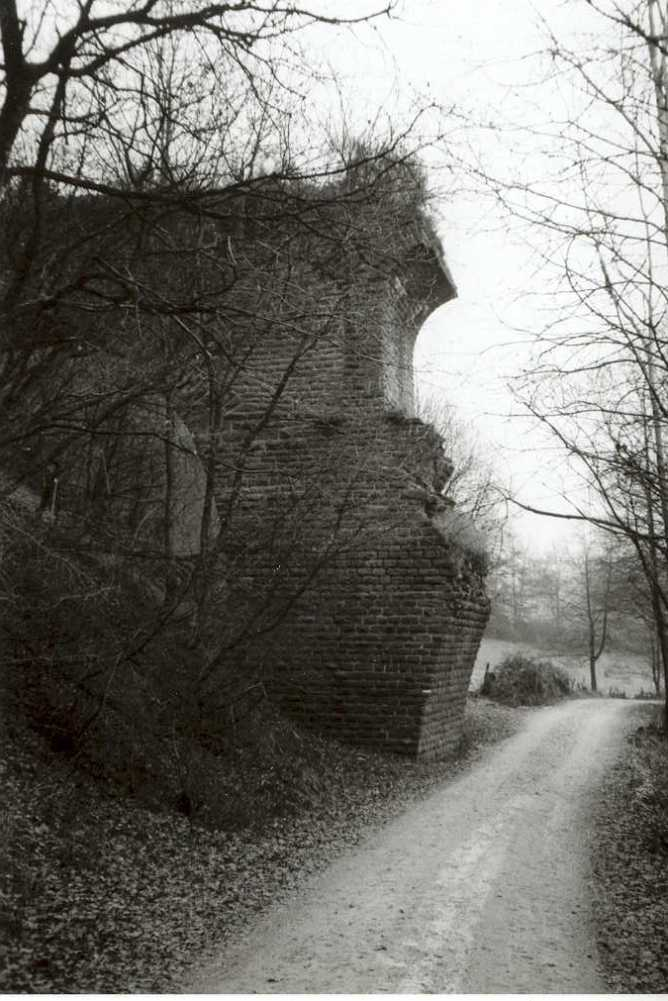
Restanten van een spoorbrug bij de Duits-Belgische grens bij Hemmeres (Winterspelt)

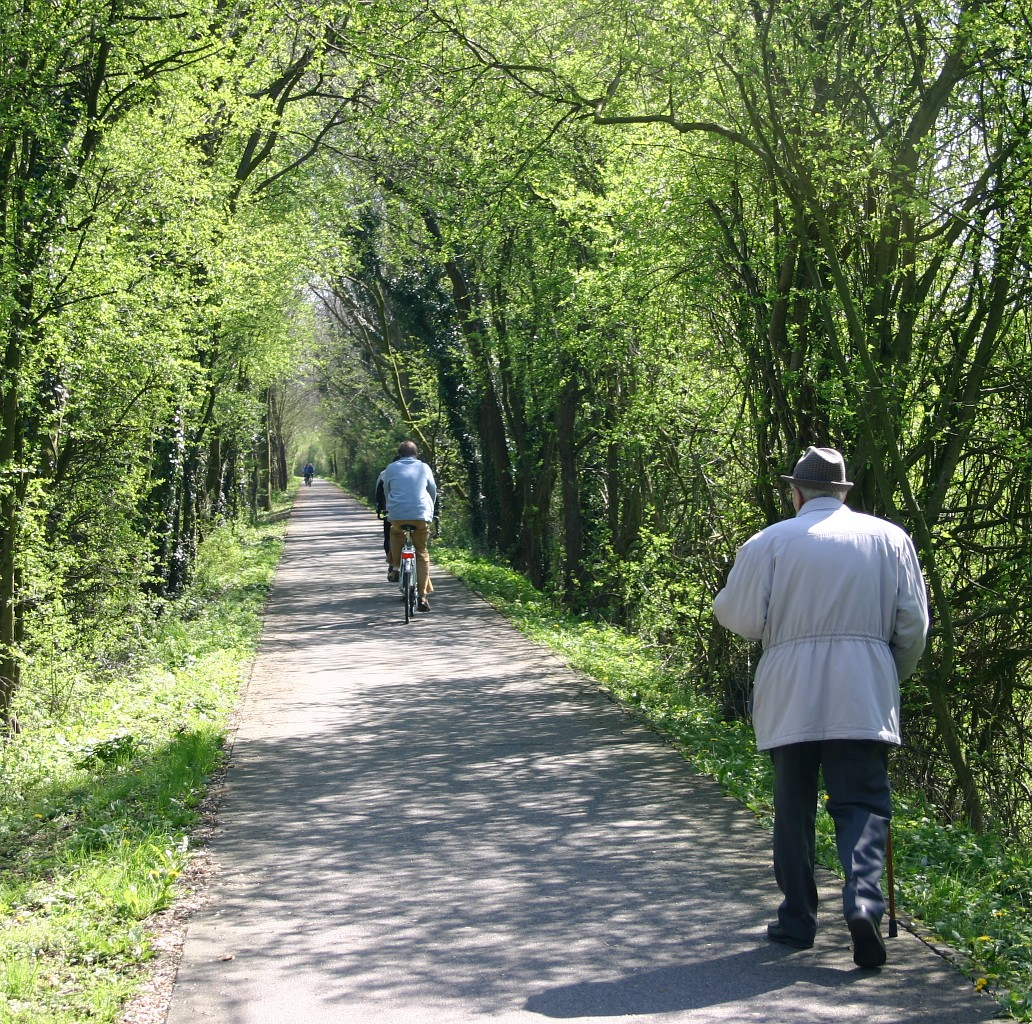
De Vennbahnradweg

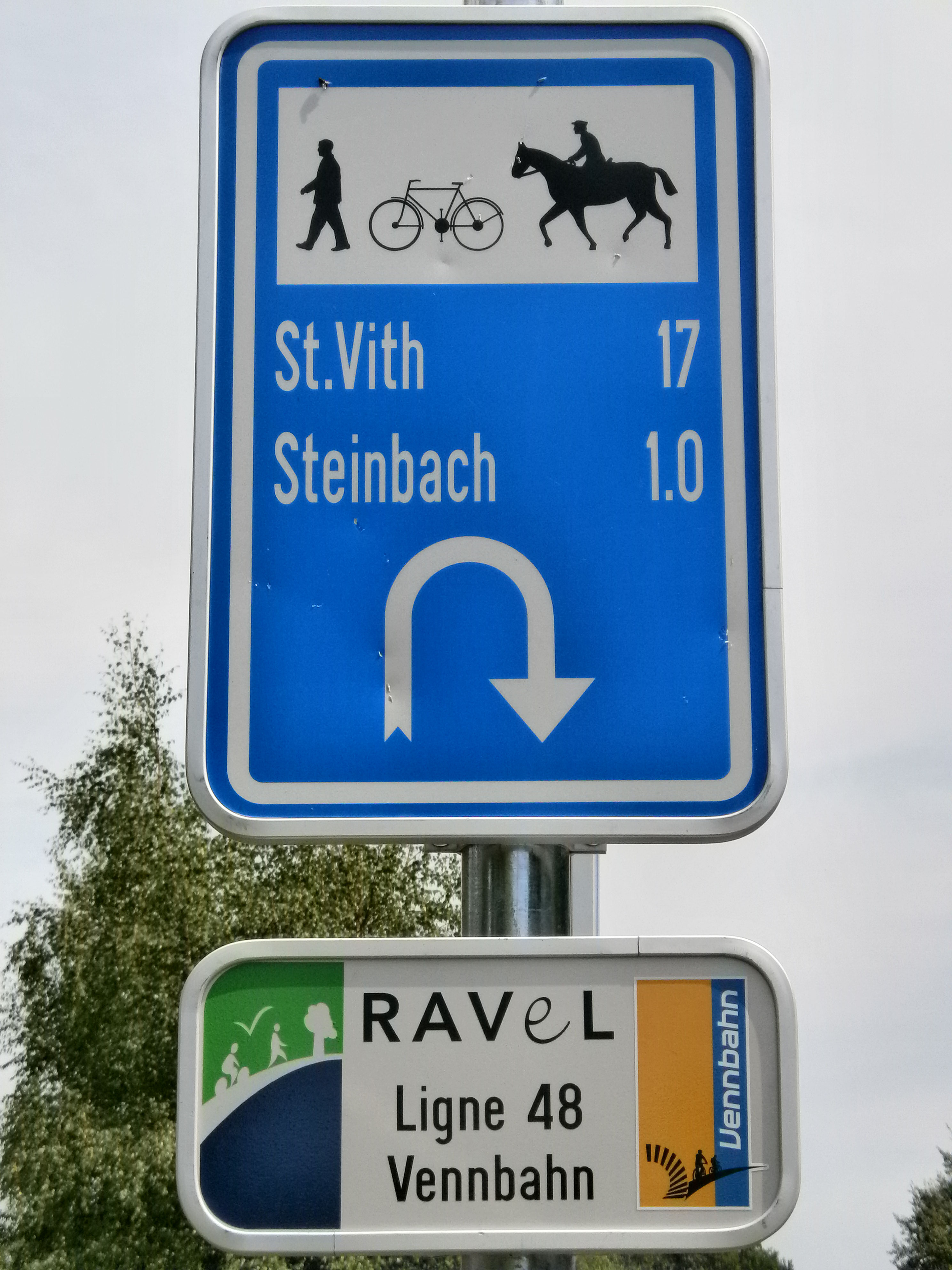
De Vennbahnradweg

In de Eerste Wereldoorlog kreeg het vanwege zijn ligging aan het westelijk front een nieuwe functie; vanaf 2 augustus 1914 werden, als onderdeel van het Schlieffenplan, via de lijn soldaten naar de fortengordel rondom Luik gestuurd. Vanaf de Vennbahn werden ook verschillende aansluitingen naar andere lijnen gebouwd (lijn 47A en lijn 163) zodat de spoorweg spoedig een strategische Noord-Zuidverbinding langs het westelijke front vormde.
Na de oorlog werden in kader van het Verdrag van Versailles de Pruisische kantons Eupen en Malmedy bij België gevoegd. Dit had tot gevolg dat de spoorlijn de nieuwe grens verschillende keren doorkruiste en dus iedere keer grenscontroles nodig waren. Om dit probleem te verhelpen, werd beslist om de bedding van de spoorlijn, de stations en de technische installaties in hun geheel aan België toe te wijzen. Door deze overdracht werden vier stukken Duits gebied opeens afgesneden van het moederland, het zijn tot op heden exclaves.
Het belang van het goederenvervoer verminderde sterk na de Eerste Wereldoorlog. Lotharingen was een deel van Frankrijk geworden, het handelsverkeer met België was beperkt en Luxemburg, inmiddels uit de douane-unie met Duitsland gestapt, ging zich meer op Frankrijk richten. De nieuwe douanetarieven die deze drie landen aan de Duitse handelsgoederen oplegden, droegen eveneens tot deze achteruitgang bij.
Tijdens de Tweede Wereldoorlog was de lijn een belangrijk doel van het Ardennenoffensief, het merendeel van de bruggen en tunnels werd vernield. De wederopbouw liet op zich wachten en het deel tussen Lommersweiler en Reuland werd zelfs niet meer hersteld. Het resterende stuk kon daarom niet meer voor zijn oorspronkelijke doel gebruikt worden. Beetje bij beetje hield de industrie op om de spoorweg te gebruiken. Later gebruikt het Belgisch leger de spoorweg nog om zwaar materiaal naar het kamp Elsenborn van Elsenborn te transporteren.
De lijn raakte meer en meer in verval. Na het totaal stopzetten van alle activiteiten was van 1989 tot 2001 nog een toeristische museumspoorlijn tussen Raeren en Bütgenbach aanwezig. Hoge onderhoudskosten aan het spoor deden dit project echter de das om. Wel kan sinds 2004 het baanvak tussen de stations Kalterherberg en Sourbrodt door toeristen met draisines bereden worden.

## Hoogteprofiel
De Vennbahn loopt over de hoogste delen van België. Het hoogste punt bereikt de spoorlijn bij station Sourbrodt op een hoogte van ongeveer 570 meter TAW, op de waterscheiding tussen Warche en Roer. Een ruime twee kilometer ten noordoosten van Sankt Vith steekt de Vennbahn de waterscheiding tussen Maas en Rijn over op een hoogte van ongeveer 495 meter.

## Materieel toeristische spoorweg[1][2]
| Nummer              | Bouwjaar (fabriek)          | Opmerkingen | Afbeelding |
| ------------------- | --------------------------- | --- | ---------- |
| Stoomlocomotieven   |                             | |            |
| DB 50.3666          | 1943 (Anglo Franco Belge)   | ex DR 50.2145. In 2006 naar de VSM als 50 0073.Oliestook. Sinds 1 maart 2024 bij de Zuid-Limburgse Stoomtrein Maatschappij.                      |            |
| Diesellocomotieven  |                             | |            |
| NMBS 5922           | 1955 (Cockerill)            | Bewaard en gerestaureerd door tubize 2069 vzw. Wordt ingezet bij Stoomtrein Dendermonde Puurs.                                                   |            |
| NMBS 5923           | 1955 (Cockerill)            | ex 201 030, later naar Düren. |            |
| DB 228 792          |                             | Ex DR 180 392. In 1999 naar UWE Adam, in 2006 HGB. Zwaar beschadigd bij een ongeval in 2007.                                                     |            |
| CFL 1603            | 1955 (AFB)                  | In 2006 naar TSP. |            |
| Rangeerlocomotieven |                             | |            |
| DB Köf 6436         | 1959 (KHD)                  | Later naar de Eifelbahn Verkehrsgesellschaft, in 2020 naar IG Nationalparkbahn Hunsrück-Hochwald.                                                |            |
| DR Kö 4978          | 1939 (KHD)                  | Na einde Vennbahn statisch object in Lontzen. |            |
| Treinstellen        |                             | |            |
| CFL 206 / 216       | 1956 (Westwaggon)           | Naar Train 1900. In september 2007 uitgebrand.                                                                                                   |            |
| Rijtuigen           |                             | |            |
| NMBS K1A            | 1933 (Baume & Marpent)      | Rijtuig type K1 UIC 50 88 03-20 001-5P |            |
| NMBS K1A            | 1934 (Baume & Marpent)      | Rijtuig type K1 UIC 50 88 03-20 002-3P |            |
| NMBS K1A            | 1934 (Baume & Marpent)      | Rijtuig type K1 |            |
| NMBS K1A            | 1934 (Baume & Marpent)      | Rijtuig type K1 UIC 50 88 03-20 003-1P |            |
| NMBS K1A            | 1935 (Baume & Marpent)      | Rijtuig type K1 UIC 50 88 03-20 004-9P |            |
| NMBS K1A            | 1935 (Baume & Marpent)      | Rijtuig type K1 UIC 50 88 03-20 008-0P |            |
| NMBS K1A            | 1935 (Baume & Marpent)      | Rijtuig type K1 UIC 50 88 03-20 005-6P |            |
| NMBS K1A            | 1935 (Baume & Marpent)      | Rijtuig type K1 UIC 50 88 03-20 006-4P |            |
| NMBS K1A            | 1935 (Baume & Marpent)      | Rijtuig type K1 UIC 50 88 03-20 007-2P |            |
| NMBS K1AD           | 1935 (AFB)                  | Rijtuig type K1AD UIC 50 88 03-20 101-3P |            |
| NMBS K1AD           | 1935 (AFB)                  | Rijtuig type K1AD UIC 50 88 02-20 102-1P |            |
| NMBS K1AD           |                             | Rijtuig type K1AD |            |
| NMBS K1AD           |                             | Rijtuig type K1AD |            |
| NMBS                | 1934 (UFR)                  | Bagagerijtuig type PW-D 14m UIC ex 50 88 92-66 905-4. Naar Zuid-Limburgse Stoomtrein Maatschappij. Vervolgens naar Stoomtrein Dendermonde-Puurs. |            |
| NMBS?               |                             | Restauratie/buffetrijtuig |            |
| NMBS? Railtour      | 1952 (Rag.)                 | Restauratie/buffetrijtuig ex Railtour |            |
| DR/Mitropa          | 1974 (AW Halberstadt)       | Buffetrijtuig type WRge UIC 50 88 08-20 001-0P ex 51 50 88-15 036-9, reed als DR Städteexpress. Naar TSP.                                        |            |
| DR/Mitropa          | 1961 (Gothaer Waggonfabrik) | Restaurantrijtuig type WRme UIC 50 88 08-20 002-8P ex 51 50 88-40 119-2. Naar TSP.                                                               |            |

## Huidig gebruik
Op de sectie tussen Stolberg (Rheinl) Hbf en Station Stolberg Altstadt voorziet DB nog tweemaal per uur een stoptrein die via Aachen Hbf en Herzogenrath weer naar Stolberg (Rheinl) Hbf rijdt.
Op de sectie tussen Aachen Rothe Erde en Walheim hebben de ongebruikte sporen sinds 2005 plaatsgemaakt voor de zogenaamde Vennbahnradweg, een fietspad dat het tracé van de oorspronkelijke sporen volgt. Tussen Stolberg, Walheim, Raeren en Eupen zullen in de toekomst museumtreinen gaan rijden van de Eisenbahnfreunde Grenzland (EFG). De EFG spant zich in om deze lijn te kunnen reactiveren. Hiervoor worden Henschel diesellocomotieven gebruikt. De vereniging is gevestigd op het emplacement van Walheim. Zij hebben sinds 2017 een werkplaatsspoor in Raeren kunnen huren van Rails et Traction. Een keer per jaar vindt een stationsfeest plaats.
Tussen de stations van Kalterherberg en Sourbrodt werden in 2004 door een Belgische ondernemer spoorfietsen ingelegd. Dat zijn een soort draisines die voortbewegen zoals een fiets. Het baanvak Sourbrodt - Waimes is begin 2008 opgebroken. Op de bedding is een RAVeL-fietspad aangelegd.